# Biblioteca Francisco Villaespesa
La Biblioteca Pública Provincial-Biblioteca Pública del Estado Francisco Villaespesa es una biblioteca pública situada en la ciudad andaluza de Almería, España.

## Historia
Sus orígenes se remontan a 1845, cuando se creó la Biblioteca del Instituto Provincial de Segunda Enseñanza de Almería con 500 volúmenes. En 1947, por convenio entre el Ayuntamiento de Almería y el Ministerio de Educación, se crea una biblioteca pública a la que se bautizó con el nombre del poeta modernista almeriense Francisco Villaespesa y tuvo sede en el céntrico Paseo de Almería.
En 1983 sus instalaciones se trasladaron a la actual sede de la calle Hermanos Machado. Al año siguiente, por Real Decreto 864/1984, de 19 de febrero pasó a formar parte del grupo de Bibliotecas Provinciales de gestión transferida a la Junta de Andalucía.
Administrativamente, tiene doble adscripción. Es de titularidad estatal, integrante del Sistema Español de Bibliotecas aprobado por Real Decreto 582/1989, de 19 de mayo, y adscrito al Ministerio de Cultura a través de la Dirección General del Libro, Archivos y Bibliotecas. Su gestión, no obstante es autonómica, de modo que orgánicamente se adscribe a la delegación provincial de la Consejería de Cultura de la Junta de Andalucía, aunque, en temas técnicos, se cuenta con el apoyo puntual de la Subdirección General de Coordinación Bibliotecaria del Ministerio de Cultura.

## Fondos
Fondos generales aparte, es depositaria de las obras impresas en Almería y sus fondos históricos cuentan con importantes colecciones de temática local, como la colección de folletos pertenecientes a la familia Martínez de Castro, diarios decimonónicos como La Crónica Meridional, o manuscritos de Francisco Villaespesa o Antonio Ledesma. Uno de los títulos más relevantes de su fondo es el Tesauro de lengua latina de Robert Estienne, fechado en 1551.

## Edificio
Diseñado por los arquitectos Gonzalo Hernández Guarch y Juan Manuel López Torres en 1983, cuenta con planta orgánica e irregular volumetría. Su revestimiento en tonos verdosos produce un efecto propio del entorno arquitectónico en que se integra. Es Bien de Interés Cultural inscrito en el BOE.